# Labrus
Labrus je rod iz porodice Labridae, a obitava na istočnom dijelu Atlantskog oceana te u mediteranskim morima.

## Vrste
- Labrus bergylta Ascanius, 1767.
- Labrus merula Linnaeus, 1758.
- Labrus mixtus Linnaeus, 1758.
- Labrus viridis Linnaeus, 1758.

## Vanjske poveznice
|  | Zajednički poslužitelj ima još gradiva o temi Labrus |
|  | Wikivrste imaju podatke o taksonu Labrus             |